# Aéroport international de Loreto
L'aéroport international de Loreto (code IATA : LTO • code OACI : MMLT) est un aéroport international situé dans la ville de Loreto, dans la municipalité de Loreto, dans l’État de Basse Californie du sud, au nord-ouest du Mexique. 

## Prestations de service
L'aéroport gère le trafic aérien national et international pour la ville de Loreto et le nord de l'état de Baja California Sur. 
Il est exploité par Aeropuertos y Servicios Auxiliares, une société appartenant au gouvernement fédéral. Il est capable de gérer des avions de la taille d'un Boeing 737 et d'un Airbus A320. Il reçoit principalement des ERJ 145 Embraer, des CRJ Bombardier et des Boeing 737. 
Aeroméxico a desservi plusieurs destinations nationales et internationales ces dernières années, mais le service a été annulé en 2014.  Actuellement, l'aéroport propose des vols internationaux réguliers vers Los Angeles et des vols saisonniers vers Calgary. 
En 2017, l'aéroport a accueilli 85 063 passagers, et en 2018, 89 079 passagers.  

## Compagnies aériennes et destinations

### Passager
| Compagnies       | Destinations                                                         |
| ---------------- | -------------------------------------------------------------------- |
| Alaska Airlines  | Los Angeles                                                          |
| Calafia Airlines | Guadalajara, Guaymas, Hermosillo, La Paz, San José del Cabo, Tijuana |
| Volaris          | Tijuana                                                              |
| WestJet          | en saison: Calgary                                                   |

## Accidents et incidents
- Vol 498 d’Aeroméxico, également appelé collision de Cerritos en 1986 : le 31 août 1986, un DC-9 Aeroméxico, originaire de Mexico et s’étant arrêté à Loreto, est entré en collision avec un avion privé alors qu’il descendait à l’aéroport international de Los Angeles, tuant les 67 passagers des deux avions et quinze autres personnes au sol.

## Voir également
- Aéroports en Basse-Californie du Sud
- Liste des aéroports les plus fréquentés au Mexique